# Insignes
 Insignes  è un'enciclica di papa Leone XIII, datata 1º maggio 1896, scritta all'Episcopato ungherese in occasione del Millennio della conversione dell'Ungheria.